# شامسة شمالية
شامسة شمالية (الاسم العلمي: Heliothis borealis) هي نوع من الحشرات يتبع جنس الشامسة من فصيلة الليليات.